# La Restinga (El Hierro)
La Restinga es una localidad y pedanía española perteneciente al municipio de El Pinar de El Hierro, en la provincia de Santa Cruz de Tenerife, comunidad autónoma de Canarias. Está situada en el extremo sur de la isla de El Hierro. En plena costa atlántica, La Restinga constituye el núcleo de población más meridional de toda España.

## Historia
La pedanía surgió en la década de 1960, con la llegada de personas procedentes de la isla de La Gomera, como una pequeña localidad de pescadores, alrededor del puerto del mismo nombre.
En los últimos años ha venido experimentando cierto crecimiento, motivado por emplazarse en sus inmediaciones numerosos alojamientos turísticos, principalmente atraídos por la práctica del submarinismo deportivo.

### Erupción volcánica de 2011
El 11 de octubre de 2011 la localidad fue totalmente evacuada por la amenaza de una erupción volcánica frente a su costa. En los días siguientes se confirmó la salida de magma por dos o más puntos entre 3 y 2,4 km de la costa. La actividad volcánica se mantuvo hasta el 5 de marzo de 2012, cuando se anunció el fin de la erupción.
El cono volcánico submarino se encuentra a 88 metros de profundidad, en el Mar de Las Calmas, y en abril de 2016 el Instituto Hidrográfico de la Marina (IHM) lo denominó de manera oficial con el nombre de volcán Tagoro.

## Demografía
Según el Instituto Nacional de Estadística de España, en el año 2024 La Restinga contaba con 677 habitantes censados, lo que representa el 33,68% de la población total del municipio.

### Evolución de la población
| Gráfica de evolución demográfica de La Restinga entre 2014 y 2024 |
|                                                                   |
| Datos según el nomenclátor publicado por el INE.                  |

## Atractivos turísticos

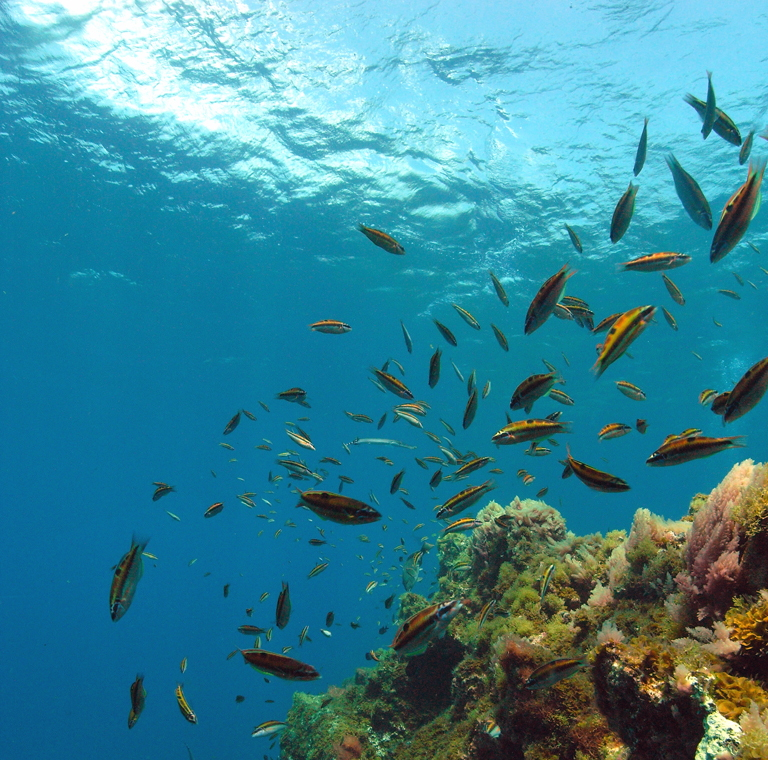
Punto de buceo

La claridad de sus aguas y la espectacularidad de sus fondos hacen del litoral de La Restinga un lugar privilegiado para el submarinismo y así, desde el año 1995 ha venido acogiendo nuevas ediciones del Open Fotosub, competición de fotografía submarina que atrae a numerosos aficionados año tras año.
La declaración de la Reserva Marina de La Restinga ha favorecido la biodiversidad submarina sin entrar en conflicto con el desarrollo de la actividad pesquera.